# Luis de Santiago y Aguirrevengoa
Luis de Santiago y Aguirrevengoa (12 de julio de 1854-16 de mayo de 1930) fue un militar español, general de división, que en 1919 desempeñó el cargo de ministro de la Guerra en un gabinete Maura durante la Crisis de la Restauración.

## Biografía
Nacido el 12 de julio de 1854, en 1870 ingresó en la Academia de Artillería de Segovia. El 26 de julio de 1872 fue promovido al empleo de Alférez alumno, y el 1 de junio de 1873 obtuvo la licencia absoluta a petición propia. Vuelto al servicio el 1 de octubre siguiente, se incorporó a dicha academia y alcanzó en mayo de 1875 el empleo de teniente de artillería, por haber terminado con aprovechamiento sus estudios, siendo destinado al tercer regimiento a pie.

### Tercera guerra carlista
En los meses de agosto y septiembre de 1875 estuvo en operaciones de campaña contra las facciones carlistas, formando parte del parque móvil del primer Cuerpo del Ejército del Norte, y en marzo y abril de 1875 salió de nuevo a operaciones por la provincia de Navarra, y obtuvo el grado de capitán por el levantamiento del bloqueo de Pamplona.
Perteneció después al cuarto regimiento montado, y en mayo pasó a servir al segundo de Montaña. Perteneciendo al Ejército del Centro emprendió en junio operaciones de campaña por la provincia de Huesca. Asistió el 10 de julio a la toma de los pueblos de Guaro, Torrecilla y Boltaña, donde resultó herido y fue recompenado con la cruz roja de primera clase del Mérito Militar; el 12 de agosto se halló en el combate de las inmediaciones del Mont Perdú; del 1 al 3 de septiembre, en los de Puyarruego, alcanzando el empleo de Capitán de Ejército; los días 17 y 18 de octubre en los de Salas Altas y Adahuesca; el 24, 28 y 29, en los de Fauló y puerto Puyarruego, por los que se le concedió el grado de comandante, y los días 16,1 17 y 18 de noviembre participó en la persecución de la facción Rivera. Pasó luego al Ejército del norte y se encontró el 26 de dicho mes de noviembre en el ataque y toma de las posiciones de la sierra de Leire, por lo que se le otorgó otra cruz roja de primera clase del Mérito Militar, continuando de operaciones hasta la terminación de la campaña en marzo de 1876.

### Destino en Cuba
Desde mayo siguiente sirvió en el quinto regimiento montado, hasta que en diciembre embarcó para la isla de Cuba, adonde había sido destinado en octubre anterior, con el empleo de capitán de Artillería en Ultramar, obteniendo colocación a su llegada en la comandancia principal de artillería de Sancti Spíritus y la Trocha, y más tarde en la de la línea militar de Júcaro a Morón. En octubre de 1878 se encargó de la comandancia del arma de la plaza de Matanzas; la desempeñó hasta fin de agosto de 1879, en que se dispuso su regreso a la península, quedando sin efecto el empleo de capitán del cuerpo que se le había concedido.

### Vuelta a la península
Estuvo después destinado en el quinto regimiento a pie, al que no llegó a incorporarse por causa de enfermedad y en diciembre pasó al segundo regimiento de montaña. A su ascenso, por antigüedad, a capitán de Artillería en junio de 1882, fue a servir en el segundo regimiento a pie. En julio de 1884 se le destinó al parque de Artillería de Cádiz, en el cual desempeñó diversas comisiones, y en noviembre de 188 obtuvo colocación en la Escuela Central de Tiro (Sección de Cádiz). Pasó en diciembre de 1890 a situación de supernumerario sin sueldo, en la que continuó a su ascenso a comandante por antigüedad en mayo de 1893, hasta que en abril de 1896 fue colocado en el quinto batallón de plaza. Desde abril de 1897 sirvió en el primer depósito de reserva del cuerpo, de donde pasó a la primera sección de la Escuela Central de Tiro, y por sus servicios en la secretaría de la misma se le concedió la cruz de segunda clase del Mérito Militar con distintivo blanco. Promovido reglamentariamente a teniente coronel en julio de 1893, se le encomendó el mando del decimotercer batallón de plaza, y en octubre siguiente fue destinado al ministerio de la Guerra a prestar sus servicios en la comisión de experiencias de Artillería, la cual formó después parte de la Junta facultativa de dicha arma.
Ejerció en ambas las funciones de vocal y desempeñó numerosas comisiones del servicio de carácter técnico en diferentes puntos de España y del extranjero, así como el cargo de auxiliar de la comisión de táctica, para el que fue nombrado en febrero de 1907. En marzo de 1904 le fue otorgada la cruz de segunda clase del Mérito Militar con distintivo blanco, pensionada hasta su ascenso al empleo inmediato, por los trabajos que realizó en los años 1900 y 1901 para el reconocimiento y clasificación de pólvoras existentes en varias plazas, y en mayo de 1905, igual condecoración, pensionada hasta su ascenso a general o retiro por los servicios que prestó en la comisión desempeñada en el extranjero para estudiar el material de artillería. Ascendió a coronel, por antigüedad en abril de 1907. Quedó agregado a la comisión táctica en concepto vocal, presidente de la ponencia de Artillería y destinado en el ministerio de la guerra para ejercer los cargos de presidente de la Comisión de experiencias y vocal de la junta facultativa de dicha arma.

### Melilla
Desempeñó después diversas comisiones técnicas del servicio, algunas de ellas en el extranjero; formó parte de la Junta calificadora de los trabajos efectuados por oficiales del Ejército aspirante a ingerso en la Escuela Superior de Guerra en los años 1907 y 1909 y en diciembre del segundo de estos años fue nombrado vocal de la junta mixta de defensa y armamento que se constituyó en Melilla para proponer las obras de fortificación, artillado, comunicaciones de la zona ocupada, y por su comportamiento en los reconocimientos que efectuó para el cumplimiento de esta comisión se le concedió la cruz roja de tercera clase del Mérito Militar.

### Generalato
Promovido a general de brigada en junio de 1914, quedó en situación de cuartel hasta que en septiembre de 1916 se le nombró jefe de sección del Ministerio de la Guerra, encargándosele de la de Artillería. A la vez que este cargo ejerció el de presidente de la Junta facultativa de Artillería y de la de municionamiento y transporte de las fuerzas en campaña. Presidió la comisión del servicio nombrada el 3 de febrero de 1917 para visitar el frente occidental de operaciones del Ejército alemán durante la Primera Guerra Mundial, que tuvo lugar entre el 14 de febrero y el 16 de abril, fecha en que emprendió el viaje de regreso a la península, habiendo después presentado al Estado Mayor Central una memoria con sus impresiones y observaciones acerca de la comisión desempeñada, algunos trozos de la cual fueron publicados en la revista de aquel centro La Guerra y su preparación.
En mayo de 1918 recibió el Premio Daoiz.
Ascendido a general de división en julio de 1918, desempeñó el cargo de ministro de la Guerra entre el 15 de abril de 1919 y el 20 de julio de 1919 en un gabinete presidido por Antonio Maura. En 1920 fue nombrado gobernador militar del campo de Gibraltar, cesando en el cargo por su nombramiento como consejero del Supremo de Guerra.
Falleció el 16 de mayo de 1930 en Madrid.

## Distinciones
- Cruz (con distintivo blanco) del Mérito Militar (1911)[10]
- Gran Cruz de la Real y Militar Orden de San Hermenegildo (1914)[11]
- Premio Daoiz (1918)